# Campeonato europeo de hockey sobre patines masculino de 2014
El campeonato europeo de hockey sobre patines masculino de 2014 fue la 51.ª edición del campeonato europeo de hockey sobre patines masculino, un torneo en el que compiten las mejores selecciones de hockey patines de Europa y que es organizado por el Comité Europeo de Hockey sobre Patines (CERH). La edición de 2014 se disputó en la localidad de Alcobendas, España. Fue la octava ocasión en que España era la selección anfitriona, habiendo sido la primera en 1951 en Barcelona.
El calendario de la competición se extendió desde el 14 de julio de 2014, cuando tuvieron lugar la ceremonia de apertura y el partido inaugural, hasta el 19 de julio de 2014, día en el que además de jugarse los tres últimos partidos se celebró la ceremonia de clausura. El trofeo, que se jugó íntegramente en el Pabellón Amaya Valdemoro de Alcobendas, fue disputado por seis selecciones: Alemania, Francia, Italia, Suiza, Portugal y la anfitriona y defensora del título, España.
El torneo completo fue retransmitido por Cerh TV en internet, mientras que RAI, Teledeporte y RTP emitieron los partidos de Italia, España y Portugal, respectivamente. El terreno de juego del Pabellón Amaya Valdemoro fue modificado para que la retransmisión por televisión del campeonato y el desarrollo del juego fueran más satisfactorios. La audiencia media de los partidos en Teledeporte fue de unos 500 000 telespectadores, y la afluencia total de público al Pabellón Amaya Valdemoro se aproximó a las 10 000 personas.
Debido al formato del torneo, que era una liga de todos contra todos una vez que se juega cada día, la duración de cada parte del partido fue de veinte minutos en lugar de veinticinco.

## Clasificación
| Selección | J | G | E | P | GF | GC | Pts |
| --------- | - | - | - | - | -- | -- | --- |
| Italia    | 5 | 4 | 1 | 0 | 20 | 13 | 13  |
| España    | 5 | 3 | 2 | 0 | 37 | 13 | 11  |
| Portugal  | 5 | 3 | 1 | 1 | 29 | 13 | 10  |
| Alemania  | 5 | 2 | 0 | 3 | 17 | 28 | 6   |
| Francia   | 5 | 1 | 0 | 4 | 10 | 20 | 3   |
| Suiza     | 5 | 0 | 0 | 5 | 7  | 33 | 0   |

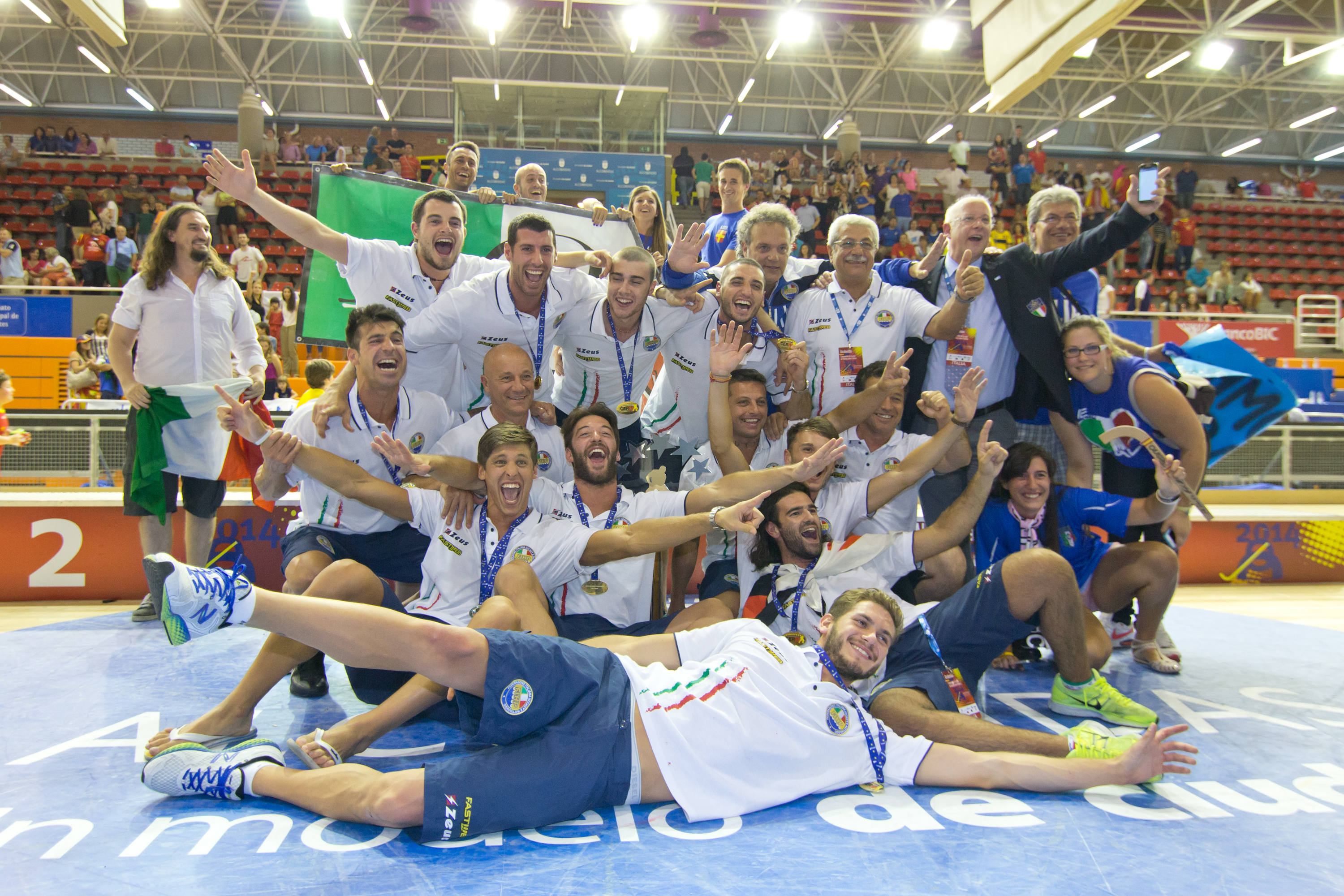
Italia celebrando su tercer título europeo.

- Italia se alzó con la victoria por tercera vez en su historia e impidió que España consiguiera en su casa el que hubiera sido su octavo título europeo consecutivo. Su trayectoria en el torneo comenzó con una victoria cómoda ante Suiza; una victoria sufrida e incluso polémica contra Alemania, ya que ganaron gracias a una decimoquinta falta a tan sólo ocho segundos del final; un empate a 2 ante España; una inesperada victoria contra Portugal, y una última victoria, también sufrida, contra Francia.[6][7][8][9][10]
- España se vio lastrada por su empate ante Italia y finalmente por el empate ante Portugal en el último partido, por lo que sus goleadas a Suiza, Alemania y Francia no fueron determinantes. Contra Italia, España cerró una racha de más de diez años consecutivos —desde 2003— ganando todos sus partidos, la más larga de la historia del hockey sobre patines.[8]
- Portugal, que partía como segunda favorita al título tras España, perdió sus opciones al título tras la derrota ante Italia y después de que en la siguiente y última jornada Italia volviese a ganar, esta vez a Francia.
- Alemania consiguió en la última jornada de la liguilla alcanzar el cuarto puesto. Después de sus abultadas derrotas ante España y Portugal y la ajustada ante Italia, supo rehacerse y ganar sus dos últimos encuentros, gracias a lo cual sumó seis puntos y superó a Francia.
- Francia comenzó el campeonato con los dos partidos más duros, contra España y Portugal, y dio buena imagen a pesar de las derrotas, pero luego su nivel bajó y sólo pudo ganar a Suiza, aunque puso en apuros a Italia en el último encuentro, especialmente en los diez minutos finales.[10][11]
- Suiza fue la selección más débil del campeonato, ya que perdió todos sus partidos. Fue en el encuentro contra Francia cuando más batalla plantó y más cerca estuvo de sumar algún punto.[11]

## Selecciones
|                               |                    |          |
| N.º                           | Jugador            | Año nac. |
| 1                             | Patrick Glowka (P) | 1987     |
| 2                             | Lukas Karschau     | 1993     |
| 3                             | Liam Günther Hages | 1990     |
| 4                             | Kai Milewski       | 1992     |
| 5                             | Kevin Karschau     | 1990     |
| 6                             | Robin Schulz       | 1993     |
| 7                             | Jorge Fonseca      | 1987     |
| 8                             | Sergio Pereira     | 1988     |
| 9                             | Max Hack           | 1990     |
| 10                            | Philip Leyer (P)   | 1990     |
| Seleccionador: Marc Berenbeck |                    |          |

|                           |                   |          |
| N.º                       | Jugador           | Año nac. |
| 1                         | Xavier Malian (P) | 1989     |
| 2                         | Pablo Cancela     | 1988     |
| 3                         | Marc Gual         | 1980     |
| 4                         | Jordi Bargalló    | 1979     |
| 5                         | Xavi Costa        | 1986     |
| 6                         | Xavi Barroso      | 1992     |
| 7                         | Jordi Adroher     | 1984     |
| 8                         | Antoni Baliu      | 1989     |
| 9                         | Pedrito Gil       | 1980     |
| 10                        | Xavier Puigbí (P) | 1987     |
| Seleccionador: Quim Paüls |                   |          |

|                               |                    |          |
| N.º                           | Jugador            | Año nac. |
| 1                             | Alan Audelin (P)   | 1993     |
| 2                             | Mathieu Le Roux    | 1991     |
| 3                             | Wilfried Roux      | 1990     |
| 4                             | Anthony Le Roux    | 1990     |
| 5                             | Cirilo Garcia      | 1980     |
| 6                             | Corentin Turluer   | 1992     |
| 7                             | Coretin Le Podolec | 1990     |
| 8                             | Florent David      | 1990     |
| 9                             | Carlo Di Benedetto | 1996     |
| 10                            | Xavier Tanguy (P)  | 1992     |
| Seleccionador: Fabien Savreux |                    |          |

|                                 |                      |          |
| N.º                             | Jugador              | Año nac. |
| 10                              | Leonardo Barozzi (P) | 1987     |
| 2                               | Davide Motaran       | 1984     |
| 3                               | Leonardo Squeo       | 1982     |
| 5                               | Federico Ambrosio    | 1989     |
| 8                               | Massimo Tataranni    | 1978     |
| 9                               | Domenico Illuzzi     | 1989     |
| 14                              | Alessandro Verona    | 1995     |
| 19                              | Marco Pagnini        | 1989     |
| 29                              | Mattia Cocco         | 1984     |
| 22                              | Riccardo Gnata (P)   | 1992     |
| Seleccionador: Massimo Mariotti |                      |          |

|                            |                   |          |
| N.º                        | Jugador           | Año nac. |
| 1                          | Angelo Girão (P)  | 1989     |
| 2                          | Valter Neves      | 1983     |
| 3                          | Luis Viana        | 1976     |
| 4                          | Diogo Rafael      | 1989     |
| 5                          | Hélder Nunes      | 1994     |
| 6                          | Gonçalo Alves     | 1993     |
| 7                          | Ricardo Barreiros | 1982     |
| 8                          | Jorge Silva       | 1984     |
| 9                          | João Rodrigues    | 1990     |
| 10                         | Jorge Correia (P) | 1982     |
| Seleccionador: Luis Sénica |                   |          |

|                               |                       |          |
| N.º                           | Jugador               | Año nac. |
| 1                             | Jean-Pierre Vizio (P) | 1992     |
| 2                             | Kevin Gmür            | 1990     |
| 3                             | Michel Matter         | 1989     |
| 4                             | Andrea Grassi         | 1984     |
| 5                             | Patrik Müller         | 1990     |
| 6                             | Patrick Greimel       | 1990     |
| 7                             | Pascal Kissling       | 1984     |
| 8                             | Joshua Imhof          | 1989     |
| 9                             | Marzio Vanina         | 1989     |
| 10                            | Guillaume Oberson (P) | 1986     |
| Seleccionador: Mateo de Ramón |                       |          |

## Resultados
Este fue el transcurso del campeonato:

### Primera jornada
| 14 de julio de 2014, 21:30 CEST | España                                                                                      | 9:2     | Alemania            | Pabellón Amaya Valdemoro, Alcobendas                                                           |                                                                                                |
|                                 | Bargalló (min. 5, 22) Gil (6) Barroso (14) Adroher (23, 28) Costa (17) Baliu (25) Gual (35) | Reporte | Hages (min. 13, 34) | Asistencia: 1100 espectadores Árbitro(s): Xavier Jacquart, Roland Eggiman, Alessandro Da Prato | Asistencia: 1100 espectadores Árbitro(s): Xavier Jacquart, Roland Eggiman, Alessandro Da Prato |

| 15 de julio de 2014, 18:30 CEST | Suiza                                     | 3:7     | Italia                                                              | Pabellón Amaya Valdemoro, Alcobendas                    |                                                         |
|                                 | Kissling (min. 6) Imhof (15) Greimel (31) | Reporte | Tataranni (min. 7, 12, 22, 38) Motaran (18) Illuzzi (28) Cocco (34) | Árbitro(s): Rui Torres, Miguel Guilherme, Frank Schäfer | Árbitro(s): Rui Torres, Miguel Guilherme, Frank Schäfer |

| 15 de julio de 2014, 20:00 CEST | Francia          | 1:3     | Portugal                          | Pabellón Amaya Valdemoro, Alcobendas                             |                                                                  |
|                                 | Di Benedetto (8) | Reporte | Viana (16) Alves (19) Rafael (22) | Árbitro(s): Óscar Valverde, Francisco García, Alessandro Eccelsi | Árbitro(s): Óscar Valverde, Francisco García, Alessandro Eccelsi |

### Segunda jornada
| 16 de julio de 2014, 18:30 CEST | Alemania                              | 2:3     | Italia                                     | Pabellón Amaya Valdemoro, Alcobendas                           |                                                                |
|                                 | L. Karschau (min. 4) K. Karschau (31) | Reporte | Cocco (min. 33) Motaran (37) Ambrosio (40) | Árbitro(s): Francisco García, Óscar Valverde, Miguel Guilherme | Árbitro(s): Francisco García, Óscar Valverde, Miguel Guilherme |

| 16 de julio de 2014, 20:00 CEST | Suiza | 0:5     | Portugal                                                       | Pabellón Amaya Valdemoro, Alcobendas                       |                                                            |
|                                 |       | Reporte | Rodrigues (min. 6) Silva (13) Alves (26) Nunes (28) Viana (35) | Árbitro(s): Frank Schäfer, Xavier Jacquart, Óscar Valverde | Árbitro(s): Frank Schäfer, Xavier Jacquart, Óscar Valverde |

| 16 de julio de 2014, 21:30 CEST | España                                                       | 7:2     | Francia                     | Pabellón Amaya Valdemoro, Alcobendas                                                          |                                                                                               |
|                                 | Costa (min. 14, 18) Adroher (20, 40) Baliu (30) Gil (37, 37) | Reporte | Garcia (min. 12) David (29) | Asistencia: 1500 espectadores Árbitro(s): Alessandro Eccelsi, Alessandro Da Prato, Rui Torres | Asistencia: 1500 espectadores Árbitro(s): Alessandro Eccelsi, Alessandro Da Prato, Rui Torres |

### Tercera jornada
| 17 de julio de 2014, 18:30 CEST | Suiza           | 1:2     | Francia            | Pabellón Amaya Valdemoro, Alcobendas                                |                                                                     |
|                                 | Imhof (min. 23) | Reporte | David (min. 7, 30) | Árbitro(s): Alessandro Da Prato, Franck Schäfer, Alessandro Eccelsi | Árbitro(s): Alessandro Da Prato, Franck Schäfer, Alessandro Eccelsi |

| 17 de julio de 2014, 20:00 CEST | Portugal | 13:3    | Alemania                           | Pabellón Amaya Valdemoro, Alcobendas                           |                                                                |
|                                 | Neves (min. 8) Viana (10) Rodrigues (12, 16) Nunes (19) Barreiros (25, 26) Silva (27, 30, 31, 32, 35) Alves (32, 33) | Reporte | Hages (min. 4) K. Karschau (6, 16) | Árbitro(s): Roland Eggimann, Xavier Jacquart, Francisco García | Árbitro(s): Roland Eggimann, Xavier Jacquart, Francisco García |

| 17 de julio de 2014, 21:30 CEST | España              | 2:2     | Italia                | Pabellón Amaya Valdemoro, Alcobendas                                                    |                                                                                         |
|                                 | Costa (min. 19, 37) | Reporte | Ambrosio (min. 5, 36) | Asistencia: 1300 espectadores Árbitro(s): Rui Torres, Miguel Guilherme, Xavier Jacquart | Asistencia: 1300 espectadores Árbitro(s): Rui Torres, Miguel Guilherme, Xavier Jacquart |

### Cuarta jornada
| 18 de julio de 2014, 18:30 CEST | Francia        | 1:4     | Alemania                                            | Pabellón Amaya Valdemoro, Alcobendas                                 |                                                                      |
|                                 | Roux (min. 11) | Reporte | K. Karschau (min. 2, 6) Schulz (8) L. Karschau (39) | Árbitro(s): Alessandro Eccelsi, Roland Eggimann, Alessandro Da Prato | Árbitro(s): Alessandro Eccelsi, Roland Eggimann, Alessandro Da Prato |

| 18 de julio de 2014, 20:00 CEST | Portugal                       | 2:3     | Italia                            | Pabellón Amaya Valdemoro, Alcobendas                         |                                                              |
|                                 | Alves (min. 15) Rodrigues (29) | Reporte | Cocco (min. 19, 34) Ambrosio (19) | Árbitro(s): Óscar Valverde, Francisco García, Roland Eggiman | Árbitro(s): Óscar Valverde, Francisco García, Roland Eggiman |

| 18 de julio de 2014, 21:30 CEST | Suiza              | 1:13    | España | Pabellón Amaya Valdemoro, Alcobendas                                                 |                                                                                      |
|                                 | Kissling (min. 26) | Reporte | Gil (min. 1, 12, 28) Baliu (5, 29) Adroher (8) Gual (13, 33) Barroso (13, 24) Cancela (14) Bargalló (14) Costa (31) | Asistencia: 700 espectadores Árbitro(s): Xavier Jacquart, Franck Schäfer, Rui Torres | Asistencia: 700 espectadores Árbitro(s): Xavier Jacquart, Franck Schäfer, Rui Torres |

### Quinta jornada
| 19 de julio de 2014, 19:00 CEST | Italia                                                | 5:4     | Francia                                          | Pabellón Amaya Valdemoro, Alcobendas                      |                                                           |
|                                 | Pagnini (min. 13) Motaran (15, 31) Tataranni (33, 36) | Reporte | Garcia (min. 9) David (14) Di Benedetto (17, 30) | Árbitro(s): Miguel Guilherme, Rui Torres, Roland Eggimann | Árbitro(s): Miguel Guilherme, Rui Torres, Roland Eggimann |

| 19 de julio de 2014, 20:30 CEST | Suiza                          | 2:6     | Alemania                                                                         | Pabellón Amaya Valdemoro, Alcobendas                           |                                                                |
|                                 | Kissling (min. 13) Matter (27) | Reporte | Schulz (min. 8) Pereira (17) K. Karschau (19) Milewski (25) L. Karschau (28, 29) | Árbitro(s): Óscar Valverde, Francisco García, Miguel Guilherme | Árbitro(s): Óscar Valverde, Francisco García, Miguel Guilherme |

| 19 de julio de 2014, 22:00 CEST | España                                        | 6:6     | Portugal                                                               | Pabellón Amaya Valdemoro, Alcobendas                                                                    | |
|                                 | Gual (min. 9) Gil (23, 32, 38, 39) Costa (32) | Reporte | Rodrigues (min. 2, 35) Barreiros (4) Rafael (31) Silva (31) Viana (34) | Asistencia: lleno, 2000 espectadores Árbitro(s): Alessandro Da Prato, Alessandro Eccelsi, Frank Schäfer | Asistencia: lleno, 2000 espectadores Árbitro(s): Alessandro Da Prato, Alessandro Eccelsi, Frank Schäfer |

## Árbitros

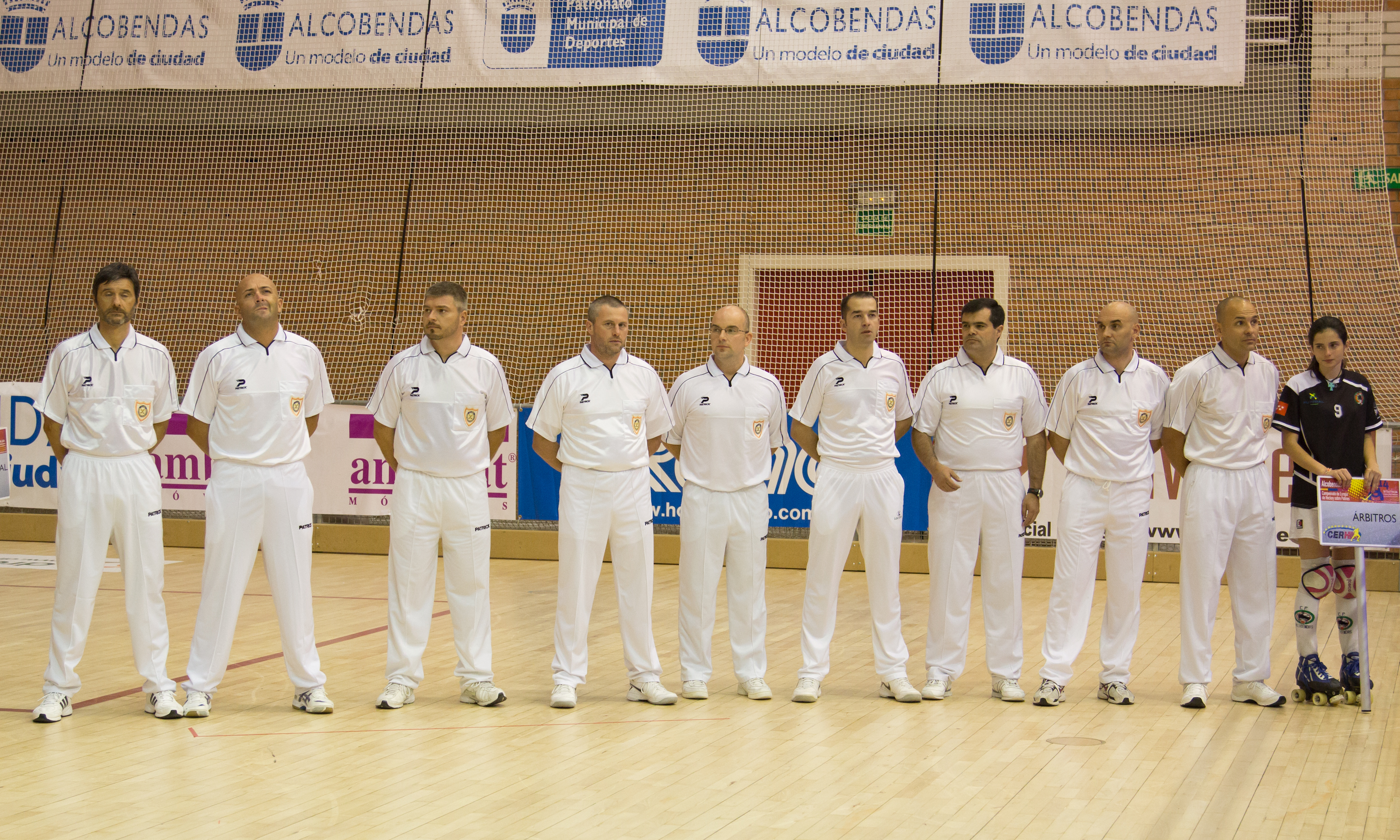
Presentación de los árbitros en la ceremonia de apertura del campeonato.

El campeonato cuenta con la presencia de nueve árbitros de las mismas nacionalidades que las selecciones participantes. Son los italianos Alessandro Da Prato y Alessandro Eccelsi, el alemán Frank Schäfer, los españoles Óscar Valverde y Francisco García, los portugueses Miguel Guilherme y Rui Torres, el francés Xavier Jacquart y el suizo Roland Eggiman. Iban alternando encuentros de países distintos al suyo y también cambiaban su posición, ya que ejercían de árbitros principales en unos partidos y en otros eran árbitros de mesa en apoyo a sus dos compañeros en pista.